# Philodendron verrucosum
Philodendron verrucosum är en kallaväxtart som beskrevs av Louis Mathieu och Heinrich Wilhelm Schott. Philodendron verrucosum ingår i släktet Philodendron och familjen kallaväxter. Inga underarter finns listade.

## Bildgalleri

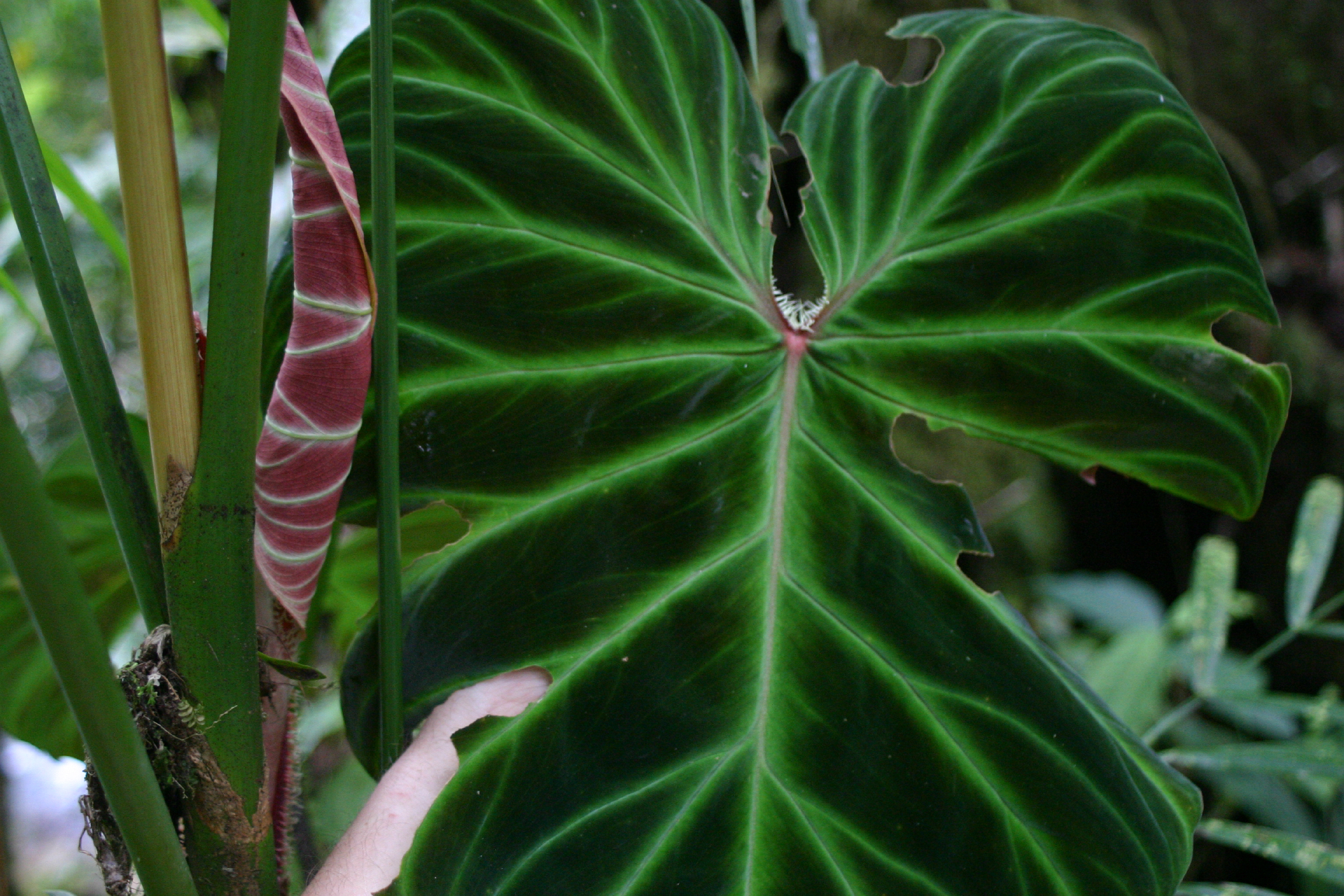
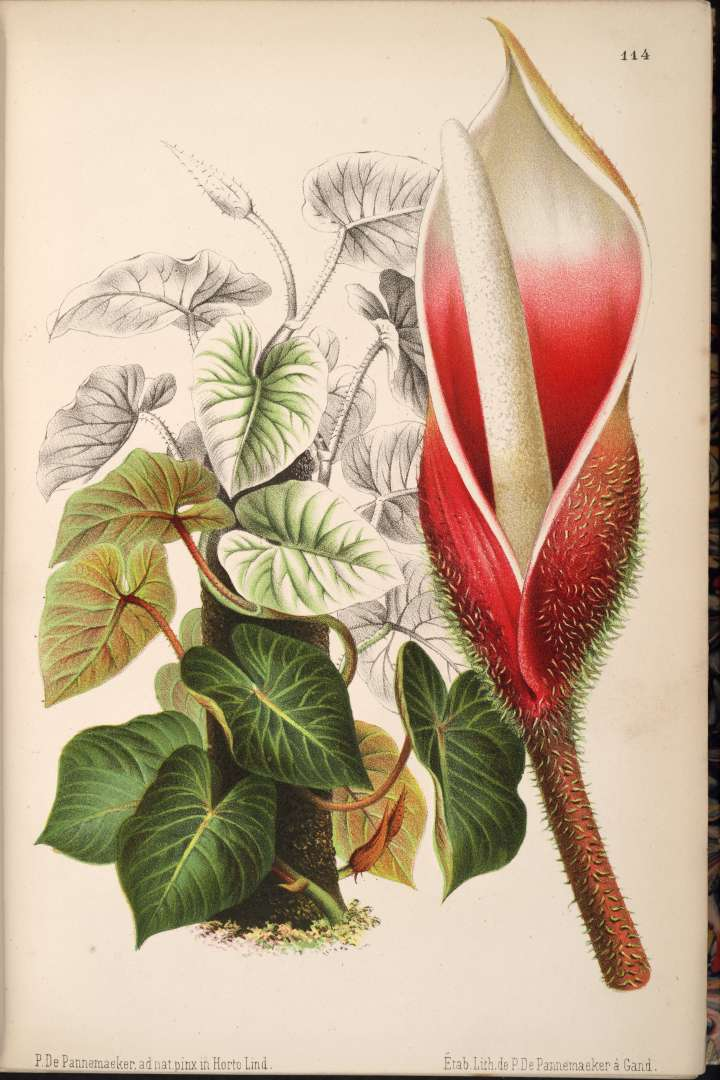